# 21380 Devanssay
21380 Devanssay (1998 DB20) là một tiểu hành tinh vành đai chính được phát hiện ngày 27 tháng 2 năm 1998 bởi Khảo sát tiểu hành tinh OCA-DLR ở Caussols.